# Distretto di Lacabamba
Il distretto di Lacabamba è un distretto del Perù nella provincia di Pallasca (regione di Ancash) con 656 abitanti al censimento 2007 dei quali 378 urbani e 278 rurali.
È stato istituito il 3 ottobre 1942.